# Държавно устройство на Япония
Япония е конституционна монархия.

## Изпълнителна власт
Начело на изпълнителния орган (правителство) стои министър-председател. Той се назначава от императора, след като бъде избран от парламента „Диетата“, сред членовете му. Министър-председателят назначава и освобождава от длъжност министрите.

## Законодателна власт
Законодателен орган в Япония е двукамарният парламент наречен Национална Диета (国会).
Горната камара „Камарата на съветниците“ се състои от 248 депутати, избирани за 6 години.
Долната камара „Камарата на представителите“ се състои от 465 депутати, избирани за 4 години.